# انجمن خدمت
انجمن خدمت یکی از گروه‌های سیاسی در دوران مشروطه بود که از درباریان و اعیان تشکیل شده بود. هدف این انجمن، تقویت مجلس عنوان می‌شد، اما در عمل، برای تخریب و تضعیف آن تلاش می‌کرد. این انجمن در مرداد ۱۲۸۶ تاسیس شد.